# Aishwarya Rai
Aishwarya Rai (Tulu: ಐಶ್ವರ್ಯಾ ರೈ ಬಚ್ಚನ್) (Mangalore, Karnataka, 1 de noviembre de 1973) es una actriz y modelo india,  ganadora de Miss Mundo 1994. Aishwarya ha recibido múltiples premios, incluyendo dos premios Filmfare, de diez nominaciones, y fue galardonada con el Premio Padma Shri por el Gobierno de la India en 2009.

## Biografía
Rai nació el 1 de noviembre de 1973 en una familia hindú Bunt de habla tulu en Mangalore (Karnataka). Su padre, Krishnaraj, que murió el 18 de marzo de 2017, era biólogo del ejército, mientras que su madre, Vrinda, es ama de casa. Tiene un hermano mayor, Aditya Rai, que es ingeniero en la marina mercante. La película de Rai, Dil Ka Rishta (2003), fue coproducida por su hermano y coescrita por su madre. La familia se trasladó a Mumbai, donde Rai asistió al instituto Arya Vidya Mandir. Rai hizo sus estudios intermedios en el Jai Hind College durante un año, y luego ingresó en el DG Ruparel College en Matunga, obteniendo el 90 por ciento en los exámenes HSC.
Durante su adolescencia se formó, durante cinco años, en danza y música clásica. Su asignatura favorita era la zoología y, al principio, pensó dedicarse a la medicina. Después prefirió matricularse en la Academia de Arquitectura Rachana Sansad, pero abandonó sus estudios para dedicarse a su carrera como modelo.

## Trayectoria
En 1991, Rai ganó un concurso internacional de supermodelos (organizado por Ford) y finalmente apareció en la edición estadounidense de Vogue. En 1993, Rai obtuvo un gran reconocimiento público por su aparición en un comercial de Pepsi con los actores Aamir Khan y Mahima Chaudhry. La única línea: "Hola, soy Sanjana", de su diálogo en el comercial la hizo famosa al instante. En el certamen de Miss India de 1994, obtuvo el segundo lugar, detrás de Sushmita Sen, y fue coronada Miss India Mundo, ganando también otros cinco subtítulos, "Miss Pasarela", "Miss Milagrosa", "Miss Fotogénica", "Miss Diez Perfectas" y "Miss Popular". Con Sen representando a la India en el certamen Miss Universo, los deberes de Rai como primera finalista incluían representar a la India en el certamen rival Miss Mundo, celebrado ese año en Sun City, Sudáfrica. Luego ganó la corona donde también ganó el premio "Miss Fotogénica" y Miss Mundo Reina Continental de la Belleza - Asia y Oceanía. Después de ganar el concurso, Rai habló de su sueño de paz para este mundo y de su deseo de ser embajadora de la paz durante su reinado de un año en Londres. Rai continuó su carrera como modelo hasta convertirse en actriz.
Rai debutó como actriz en 1997 con la película tamil, Iruvar, de Mani Ratnam, un drama político semibiográfico protagonizado por Mohanlal, Prakash Raj, Tabu y Revathi. La película fue un éxito de crítica y, entre otros premios, obtuvo el premio a la Mejor Película en el Festival Internacional de Cine de Belgrado. Rai interpretó dos papeles, Pushpavalli y Kalpana; este último era un retrato ficticio de la política y ex actriz Jayalalithaa.
En el drama romántico tamil de gran presupuesto de 1998, Jeans, dirigido por S. Shankar, Rai apareció junto a Prashanth. Interpretó a Madhumita, una joven que acompaña a su abuela enferma a Estados Unidos para buscar atención médica. Posteriormente, los jeans se presentaron como la entrada oficial de la India a los Premios de la Academia de 1998.
En 1999 protagonizó el musical romántico Hum Dil De Chuke Sanam, que se convirtió en un importante punto de inflexión en su carrera. La película, una adaptación de la novela bengalí Na Hanyate de Maitreyi Devi, fue dirigida por Sanjay Leela Bhansali y coprotagonizada por Salman Khan y Ajay Devgan. Interpretó a Nandini, una mujer gujarati que se ve obligada a contraer matrimonio (con el personaje de Devgan) a pesar de estar enamorada de otro hombre (interpretado por Khan). Hum Dil De Chuke Sanam le valió a Rai un premio Filmfare a la mejor actriz.
Rai Bachchan es una de las celebridades indias más populares. Su apariencia física y sus actuaciones la han convertido en un ícono de estilo para las mujeres jóvenes. En 2011, India Today señaló que había más de 17.000 sitios web dedicados a ella. Fue seleccionada por la revista Verve en su lista de las mujeres más poderosas del país. En 2001, Forbes nombró a Rai entre las cinco principales estrellas de cine indias. En una encuesta de lectores realizada por Hello! del Reino Unido. revista, fue votada "la mujer más atractiva de 2003". Ese mismo año, Rai apareció en la "Hot List" anual de la revista Rolling Stone. En 2004, Time la eligió como una de las personas más influyentes del mundo y apareció en la portada de su edición asiática de 2003.
Rai es la primera actriz india en formar parte del jurado del Festival Internacional de Cine de Cannes. En octubre de 2004, se exhibió una figura de cera de Rai en el museo de cera Madame Tussaud de Londres. Fue la sexta india y la segunda personalidad de Bollywood (después de su suegro, Amitabh Bachchan) en obtener este honor. En 2007, la misma figura se exhibió en el Museo Madame Tussaud en Times Square en Nueva York.
Rai apareció en programas como Late Show with David Letterman y fue la primera personalidad de Bollywood en aparecer en el segmento "Mujeres en todo el mundo" de Oprah. En 2009, hizo apariciones en el programa Martha de Martha Stewart y en The Tyra Banks Show. Ese mismo año, Forbes incluyó a Rai en el puesto 387 entre 1.411 actores en su lista de las estrellas más rentables de Hollywood. Ella es la actriz india mejor clasificada en la lista.
Asistió a la 83ª edición de los Premios de la Academia, junto con su marido, Abhishek. Rai con su marido Abhishek Bachchan apareció en The Oprah Winfrey Show el 28 de septiembre de 2009. Es la primera celebridad india que apareció dos veces en The Oprah Winfrey Show. Los medios indios los han descrito como una superpareja.

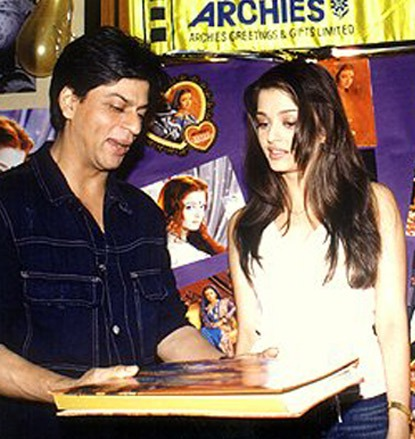
Rai Junto a su compañero Shah Rukh Khan Promocionando su Película Devdas en 2002

### Repercusión mediática
Rai hizo su primer anuncio para los lápices de examen Camlin cuando estaba en noveno grado. Rai se hizo popular después de aparecer en un anuncio de Pepsi con el actor Aamir Khan.

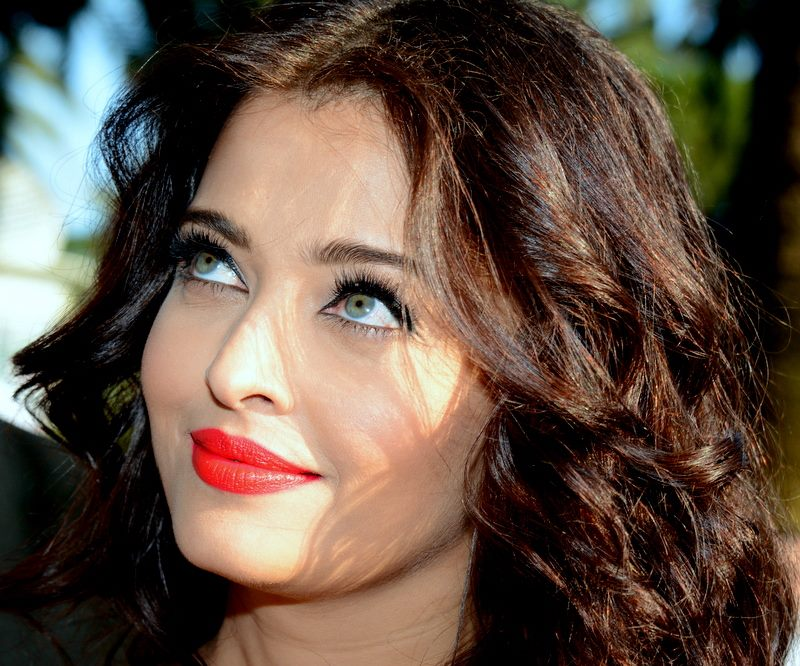
Aishwarya en el Festival de Cannes de 2014, sus Ojos Azul/Verdes, se dicen que son su 'Marca Propia'

Es la única actriz que ha patrocinado tanto a Pepsi como a Coca-Cola. Es una de las embajadoras de marca más importantes del país y una de las actrices de Bollywood mejor pagadas por este concepto. Modeló para Titan Watches, relojes Longines, L'Oréal, Coca-Cola, Lux, Fuji films, Nakshatra Diamond Jewellery, y Kalyan Jewelers. Fue nombrada embajadora oficial de la marca de diamantes De Beers en India.

### Trabajo social y humanitario
En 1999 Rai participó en una gira mundial llamada Magnificent Five, junto con Aamir Khan, Rani Mukerji, Akshaye Khanna y Twinkle Khanna. Ese mismo año, fue nombrada Embajadora de la Elegancia de Longines. En 2001, Rai apareció en su primera gira mundial, que fue Craze 2001, una serie de conciertos que se realizó en todo Estados Unidos junto a Anil Kapoor, Aamir Khan, Preity Zinta y Gracy Singh. El programa enfrentó una cancelación anticipada debido a los ataques del 11 de septiembre de 2001, y el equipo se preparó para regresar a la India lo antes posible. Sin embargo, los espectáculos continuaron con éxito en Canadá. En 2003, se convirtió en la primera actriz india en ser miembro del jurado del Festival de Cine de Cannes. Ese mismo año se convirtió en embajadora mundial de la marca L'Oréal, junto a Andie MacDowell, Eva Longoria y Penélope Cruz. Rai es el embajador de la marca de la campaña nacional de la Asociación de Bancos de Ojos de la India para promover la donación de ojos en la India. En 2005, se convirtió en embajadora de la marca Pulse Polio, una campaña establecida por el Gobierno de la India en 1994 para erradicar la polio en el país. Ese mismo año, Rai fue nombrado portavoz del Año Internacional del Microcrédito, creando conciencia sobre los principales objetivos y prioridades de los esfuerzos de las Naciones Unidas para aliviar la pobreza.
En febrero de 2005, Rai actuó con otras estrellas de Bollywood en el HELP! Concierto Teletón, evento para recaudar fondos para las víctimas del terremoto del tsunami de 2004. Junto con otros miembros de la familia Bachchan, sentó las bases de una escuela especial para niñas desfavorecidas en la aldea de Daulatpur en Uttar Pradesh en 2008. La familia Bachchan financia la construcción y la escuela llevará el nombre de Rai. Entre julio y agosto de 2008, Rai, su marido Abhishek Bachchan, su suegro Amitabh Bachchan y los actores Preity Zinta, Ritesh Deshmukh y Madhuri Dixit protagonizaron la producción teatral "Unforgettable World Tour". La gira cubrió Estados Unidos, Canadá, Trinidad y Londres, Inglaterra. Apareció junto con varios otros actores de Bollywood en la ceremonia de clausura de los Juegos de la Commonwealth de 2006 en Melbourne. La actuación mostró la cultura india como preparación para que la India sea sede de los Juegos de la Commonwealth de 2010.
Rai es portavoz de Microcrédito de la ONU. Ella apoya a PETA India. Se comprometió a donar sus ojos a la Asociación de Bancos de Ojos de la India y apareció en una película de sensibilización pública sobre la donación de ojos. En noviembre de 2004, Rai creó la Fundación Aishwarya Rai para ayudar a las personas necesitadas en la India. En 2009, Rai fue nombrado primer Embajador de buena voluntad de Smile Train, una organización benéfica internacional que ofrece cirugía gratuita de labio leporino y paladar hendido a niños necesitados. Su trabajo con Smile Train se centrará no sólo en la India, sino en 76 países en desarrollo diferentes de todo el mundo. En septiembre de 2012, Rai se unió al secretario general de las Naciones Unidas, Ban Ki-moon, y al renombrado actor de Hollywood, Michael Douglas, en una ceremonia para conmemorar el Día Internacional de la Paz en Nueva York. Esa misma semana, fue nombrada nueva Embajadora de Buena Voluntad internacional de ONUSIDA, el programa conjunto de las Naciones Unidas sobre el SIDA y el VIH. Creará conciencia mundial sobre la protección de los niños de la infección por VIH y el aumento del acceso al tratamiento antirretroviral.

## Vida personal
En 1999, Rai comenzó a salir con el actor de Bollywood Salman Khan. Su relación a menudo se aireaba en los medios de comunicación, hasta que la pareja se separó en 2002. Rai citó "abuso (verbal, física y emocional), la infidelidad y la indignidad" por parte de Khan como razones para poner fin a la relación. Luego tuvo una relación romántica con el actor Vivek Oberoi antes de que se separaran en 2005.

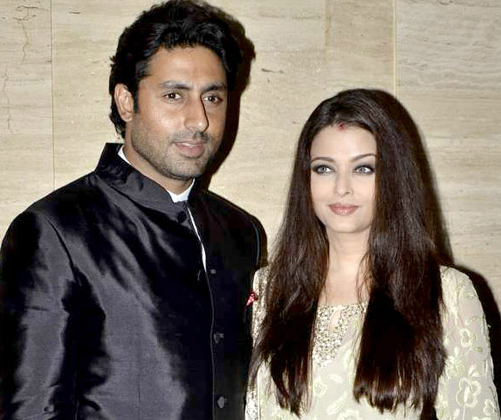
'Aish' Junto a su esposo Abhishek Bachchan en 2014

El actor Abhishek Bachchan se enamoró de Rai mientras filmaba Dhoom 2. Su compromiso fue anunciado el 14 de enero de 2007 y posteriormente confirmado por su suegro, Amitabh Bachchan. La pareja se casó el 20 de abril de 2007 según los ritos tradicionales hindúes de la comunidad Bunt, a la que ella pertenece. También se realizaron ceremonias del norte de India y bengalí. La boda tuvo lugar en una ceremonia privada en la residencia Bachchan, "Prateeksha", en Juhu, Mumbai. Los medios indios los han descrito como una superpareja. Rai está muy unida a su familia y vivió con ellos en Bandra, Mumbai, hasta su matrimonio.
Su proyección internacional se disparó cuando Abhishek Bachchan la acompañó al festival de cine de Cannes poco después de su matrimonio, y más tarde en The Oprah Winfrey Show, el 28 de septiembre de 2009.
Rai dio a luz a una niña el 16 de noviembre de 2011. Su hija llegó a ser conocida popularmente con el nombre de "Beti B", un nombre que le atribuyeron los fans y los medios de comunicación, ya que la pareja se tomó más de cuatro meses para poner nombre a su hija. Al final la llamaron Aaradhya, que significa 'respeto'.

## Premios
Rai ha ganado dos premios Filmfare:

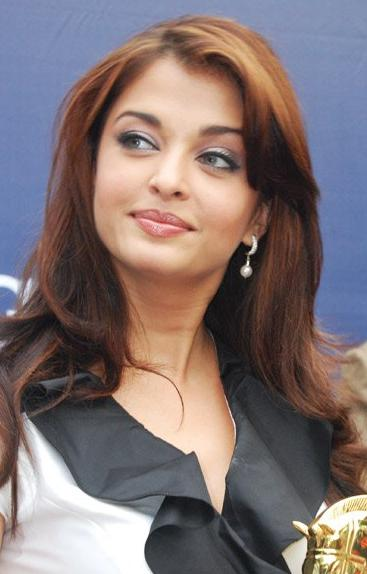

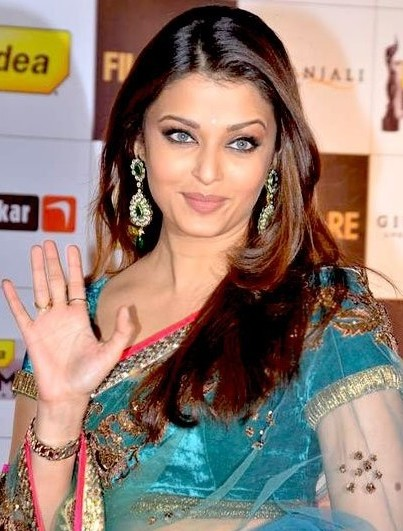

- 2000, como Mejor Actriz, por Hum Dil De Chuke Sanam.
- 2003, como Mejor Actriz, por Devdas.

Una variedad de tulipán fue llamada "Aishwarya" en su honor.
- 2015 Stardust Award, por "Jazbaa"

## Filmografía
La mayoría de las películas de Rai están grabadas en hindi, excepto las que se señalan:
- Aur Pyaar Ho Gaya (1997): Ashi Kapoor
- Iruvar (1997): Pushpa/Kalpana (támil)
- Jeans (1998): Madhumitha/Vaishnavi (támil)
- Ravoyi Chandamama (1999): aparición especial (canta) (télugu)
- Taal (1999): Mansi
- Hum Dil De Chuke Sanam (1999): Nandini
- Aa Ab Laut Chalen (1999): Pooja Walia
- Mohabbatein (2000): Megha
- Dhaai Akshar Prem Ke (2000): Sahiba Gareval
- Hamara Dil Aapke Paas Hai (2000): Preeti Virat
- Josh (2000): Shirley
- Kandukondain Kandukondain (2000): Meenakshi (támil)
- Mela (2000): Champakali
- Sanam Tere Hain Hum (2000): aparición especial (canta)
- Albela (2001): Sonia
- Shakti: The Power (2002): (canta "Ishq Kameena")
- 23rd March 1931: Shaheed (2002): aparición especial (canta)
- Hum Kisi Se Kum Nahin (2002): Komal Rastogi
- Hum Tumhare Hain Sanam (2002): aparición especial
- Devdas (2002): Parvati ('Paro')
- Kuch Naa Kaho (2003): Namrata Shrivastav
- Chokher Bali (2003): Binodini (bengalí)
- Dil Ka Rishta (2003): Tia Sharma
- Boda y prejuicio (Bride & Prejudice) (2004): Lalita Bakshi (inglés)
- Kyun:! Ho Gaya Na (2004): Diya Malhotra
- Raincoat (2004): Neerja/Neeru
- Khakee (2004): Mahalaxshmi
- The Mistress of Spices (2005): Tilo (inglés)
- Bunty Aur Babli (2005): (canta "Kajra Re")
- Shabd (2005): Antara Vashisht
- Singularity (2006) (anunciada): Tulaja (inglés)
- Gurú (2006): Sujata
- Dhoom 2 (2006): Sunhery
- Umrao Jaan (2006): Umrao Jaan
- The Heart of India (2006): Mumtaz Mahal
- Provoked (2006): Kiranjit Ahluwalia (inglés)
- The Last Legion (2007): Mira (inglés)
- The Rebel (2007) (anunciada): Rani Laxmibai
- Jodhaa Akbar (2008) (hindi) : Jodhaa Bai
- The Pink Panther 2 (2009): Sonia Solandres (inglés)
- Raavan (2010): Ragini Sharma
- Raavanan (2010): Ragini Subramaniam (támil)
- Enthiran (2010) : Sana (támil)
- Guzaarish(2010): Sofia
- Action Replay: Mala (2010)
- Jazbaa (2015): Anuradha Verma
- Ae Dil Hai Mushkil (2016): Saba Taliyar Khan
- Sarbjit (2016): Dalbir Kaur

## Distinciones honoríficas
- Padma Shri (República de la India, 26/01/2009).
- Caballero de la Orden de las Artes y las Letras (República Francesa, 01/11/2012).[85]

| Predecesor: Karminder Kaur-Virk | Femina Miss India World 1994 | Sucesor: Preeti Mankotia     |
| Predecesor: Lisa Hanna          | Miss Mundo 1994              | Sucesor: Jacqueline Aguilera |